# Rostrogordo

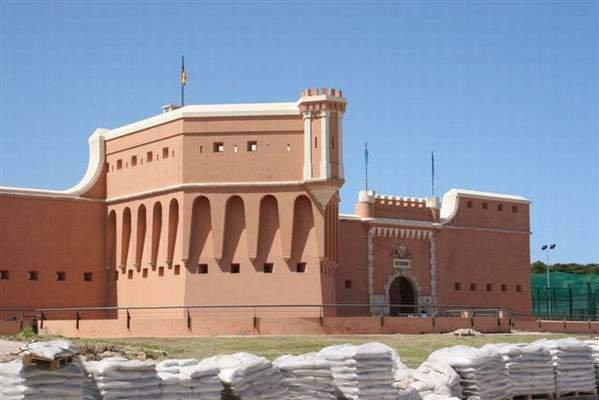
Het Fort van Rostrogordo.

Rostrogordo is een plateau aan de noordelijke rand van de Spaanse stad Melilla, net binnen de grens met Marokko, en ten westen van de landtong Punta de Rostrogordo. Het ligt drie kilometer ten noorden van het stadscentrum van Melilla.
Het Rostrogordo Fort en het stadspark Pinares bevinden zich in Rostrogordo, alsook het sportcomplex, recreatie- en sportpark El Fuerte.
Het hoogste punt van Melilla ligt direct ten westen van Rostrogordo, op de grens met Marokko, op ongeveer 132 meter boven zeeniveau.